# کلیالپیتیا
کلیالپیتیا (به لاتین: Keliyalpitiya) یک منطقهٔ مسکونی در سری‌لانکا است که در استان مرکزی (سری‌لانکا) واقع شده‌است.